# Moving Shadow
Moving Shadow war ein britisches Drum-and-Bass-Label, das von 1990 bis 2007 aktiv war.
Das Label wurde 1990 von DJ Rob Playford gegründet und entwickelte sich mit seinen über 200 Veröffentlichungen auf Vinyl und ca. 40 auf CD zu einem der umfangreichsten des Genres. Von anfänglichem Breakbeat ging das Label zu Jungle über und entwickelte sich zu zeitgemäßem Drum and Bass. Es unterhielt mehrere Sublabels und lieferte auch die Soundtracks für zwei PlayStation-Spiele. Ein Schwerpunkt des Labels waren jazzige und atmosphärische Tracks. 
Bekannte Künstler waren Omni Trio, E-Z Rollers, Aquasky, Dom & Roland, Cloud 9, Noisia und Calyx.